# Rivière des Îlets (rivière du Gouffre)
Pour les articles homonymes, voir Îlet et Rivière des Îlets.
La rivière des Îlets est un affluent de la rive sud de la partie supérieure de la rivière du Gouffre, coulant dans le territoire non organisé de Lac-Pikauba, dans la municipalité régionale de comté (MRC) de Charlevoix, dans la région administrative de la Capitale-Nationale, dans la province de Québec, au Canada.
La partie inférieure de cette vallée ne comporte pas de routes carrossables à cause du relief très montagneux. Les parties supérieure et intermédiaire de cette vallée sont desservies par quelques routes forestières secondaires lesquelles se relient à l'ouest à la route 381. La sylviculture constitue la principale activité économique de cette vallée ; les activités récréotouristiques, en second.
La surface de la partie inférieure rivière des Îlets est généralement gelée du début de décembre jusqu'au début de avril ; toutefois la circulation sécuritaire sur la glace se fait généralement de la mi-décembre jusqu'à la fin mars. La partie supérieure de cette rivière comporte une période de gel d'environ une semaine de plus. Le niveau de l'eau de la rivière varie selon les saisons et les précipitations ; la crue printanière survient généralement en avril.

## Géographie
La rivière des Îlets prend sa source du Lac de la Haute Ville (longueur : 0,7 km ; altitude : 949 m) qui est enclavé entre les montagnes en zone forestière. L'embouchure du lac de la Haute Ville est située sur la rive est du lac, soit à :
- 2,9 km au nord-est du centre du hameau de La Galette ;
- 2,9 km à l'est du cours de la Petite rivière Malbaie qui longe la route 381 ;
- 4,7 km au nord-ouest du sommet (altitude : 955 m du Mont Jean-Palardy ;
- 8,5 km au sud-ouest du sommet (altitude : 959 m du Mont du Gros Castor ;
- 10,5 km à l'ouest du sommet (altitude : 980 m du Mont du Four ;
- 11,5 km au sud-ouest de l'embouchure de la rivière des Îlets (confluence avec la rivière du Gouffre) ;
- 35,4 km au nord-ouest du centre-ville de Baie-Saint-Paul[2].

À partir du Lac de la Haute-Ville, le cours de la rivière des Îlets descend sur 15,1 km dans une vallée généralement encaissée, avec une dénivellation de 559 m, selon les segments suivants :
- 1,5 km vers l'Est en traversant le Lac de la Vase (lequel reçoit du côté sud la décharge du Lac des Mouches), le lac Élysée (longueur : 0,39 km ; altitude : 927 m), jusqu'au fond d'une baie de la rive ouest du Lac des Îlets ;
- 2,5 km d'abord vers le nord-est en traversant le Lac des Îlets (longueur : 1,5 km ; altitude : 925 m), puis deux petits lacs (Lac Willis et Lac Pouliot), jusqu'à un coude de rivière. Note : Le lac des Îlets est difforme et comporte trois sections dont la principale comporte deux îles. Le Lac des Îlets reçoit la décharge (venant du nord-ouest) du Lac Comporté et un ruisseau (venant du nord) ;
- 3,2 km vers le nord dans une vallée de plus en plus encaissée, en recueillant la décharge (venant de l'ouest) du lac de l'Alouette et la décharge (venant de l'est) du Lac Rouillé, jusqu'à la décharge (venant du sud-ouest) du Lac de la Baie ;
- 1,5 km vers le nord, en courbant vers le nord-est pour contourner une montagne, jusqu'à la décharge (venant du nord-ouest) d'un embranchement de quelques ruisseaux ;
- 3,4 km vers le nord-est dans une vallée bien encaissée et en formant un coude vers le nord, jusqu'à un ruisseau (venant du sud, soit la décharge du Lac Croche) ;
- 3,0 km vers le nord-est dans une vallée bien encaissée en traversant des rapides sur presque tout ce segment sauf le dernier 0,5 m et en recueillant un ruisseau de montagne (venant du sud), jusqu'à son embouchure[2].

La rivière des Îlets se déverse sur la rive sud de la partie supérieure de la rivière du Gouffre, dans le territoire non organisé de Lac-Pikauba. Cette embouchure est située à :
- 2,6 km à l'est d'un sommet de montagne (altitude : 1 008 m) ;
- 4,3 km au nord du cours de la rivière du Gouffre Sud-Ouest ;
- 36,2 km au nord-ouest du centre-ville de Baie-Saint-Paul ;
- 31,8 km à l'ouest du centre-ville de La Malbaie[2].

À partir de l'embouchure de la rivière des Îlets, le courant descend sur 64,2 km avec une dénivellation de 386 m en suivant le cours de la rivière du Gouffre laquelle se déverse à Baie-Saint-Paul dans le fleuve Saint-Laurent.

## Toponymie
Cette désignation toponymique paraît sur le corrigé de la carte régionale numéro 3-est, section 23 N-O, 1943, sur le brouillon de celle de Saint-Urbain, 1958-12-18, item 164 et sur le brouillon de la carte du Lac des Martres, 1961-09-25, item a-93. Rivière des Îlots est une variante du nom.
Le toponyme « rivière des Îlets» a été officialisé le 5 décembre 1968 à la Banque des noms de lieux de la Commission de toponymie du Québec.